# Angres
Angres là một xã ở tỉnh Pas-de-Calais trong vùng Hauts-de-France.

## Dân số
| 1962                                                | 1968 | 1975 | 1982 | 1990 | 1999 | 2005 |
| --------------------------------------------------- | ---- | ---- | ---- | ---- | ---- | ---- |
| 3993                                                | 4384 | 4538 | 4239 | 4394 | 4469 | 4508 |
| Số liệu điều tra từ năm 1962, dân số chỉ tính 1 lần |      |      |      |      |      |      |

## Twin town
Danderhall, Midlothian, Scotland.